# Tanah Merah, Malaysia
Huyện Tanah Merah là một huyện thuộc bang Kelantan của Malaysia. Huyện Tanah Merah có dân số thời điểm năm 2010 ước tính khoảng 116880 người.